# Friidrott vid olympiska sommarspelen 1928
Friidrotten vid de olympiska sommarspelen 1928 i Amsterdam bestod av 27 grenar och hölls mellan 29 juli och 5 augusti 1928 på Amsterdams Olympiastadion. Detta var första gången som det fanns friidrottsgrenar för damer på det olympiska programmet. Antalet deltagare var 706 tävlande från 40 länder.

## Medaljfördelning
| Medaljfördelning |                |      |        |       |        |
| Placering        | Nation         | Guld | Silver | Brons | Totalt |
| 1                | USA            | 9    | 8      | 8     | 25     |
| 2                | Finland        | 5    | 5      | 4     | 14     |
| 3                | Kanada         | 4    | 2      | 2     | 8      |
| 4                | Storbritannien | 2    | 2      | 1     | 5      |
| 5                | Tyskland       | 1    | 2      | 6     | 9      |
| 6                | Sverige        | 1    | 2      | 4     | 7      |
| 7                | Frankrike      | 1    | 1      | 1     | 3      |
| 8                | Japan          | 1    | 1      | 0     | 2      |
| 9                | Irland         | 1    | 0      | 0     | 1      |
| 9                | Polen          | 1    | 0      | 0     | 1      |
| 9                | Sydafrika      | 1    | 0      | 0     | 1      |
| 12               | Chile          | 0    | 1      | 0     | 1      |
| 12               | Haiti          | 0    | 1      | 0     | 1      |
| 12               | Nederländerna  | 0    | 1      | 0     | 1      |
| 12               | Ungern         | 0    | 1      | 0     | 1      |
| 16               | Norge          | 0    | 0      | 1     | 1      |

## Medaljörer

### Herrar
| Gren                              | Guld                                                               | Silver                                                                           | Brons                                                                       |
| 100 meter Detaljer...             | Percy Williams · Kanada                                            | Jack London · Storbritannien                                                     | Georg Lammers · Tyskland                                                    |
| 200 meter Detaljer...             | Percy Williams · Kanada                                            | Walter Rangeley · Storbritannien                                                 | Helmut Körnig · Tyskland                                                    |
| 400 meter Detaljer...             | Ray Barbuti · USA                                                  | James Ball · Kanada                                                              | Joachim Büchner · Tyskland                                                  |
| 800 meter Detaljer...             | Douglas Lowe · Storbritannien                                      | Erik Byléhn · Sverige                                                            | Hermann Engelhard · Tyskland                                                |
| 1 500 meter Detaljer...           | Harri Larva · Finland                                              | Jules Ladoumègue · Frankrike                                                     | Eino Purje · Finland                                                        |
| 5 000 meter Detaljer...           | Ville Ritola · Finland                                             | Paavo Nurmi · Finland                                                            | Edvin Wide · Sverige                                                        |
| 10 000 meter Detaljer...          | Paavo Nurmi · Finland                                              | Ville Ritola · Finland                                                           | Edvin Wide · Sverige                                                        |
| Maraton Detaljer...               | Boughera El Ouafi · Frankrike                                      | Manuel Plaza · Chile                                                             | Martti Marttelin · Finland                                                  |
| 110 meter häck Detaljer...        | Sydney Atkinson · Sydafrika                                        | Steve Anderson · USA                                                             | John Collier · USA                                                          |
| 400 meter häck Detaljer...        | David Burghley · Storbritannien                                    | Frank Cuhel · USA                                                                | Morgan Taylor · USA                                                         |
| 3 000 meter hinder Detaljer...    | Toivo Loukola · Finland                                            | Paavo Nurmi · Finland                                                            | Ove Andersen · Finland                                                      |
| 4 x 100 meter stafett Detaljer... | USA · Frank Wykoff · James Quinn · Charles Borah · Henry Russell   | Tyskland · Georg Lammers · Richard Corts · Hubert Houben · Helmut Körnig         | Storbritannien · Cyril Gill · Edward Smouha · Walter Rangeley · Jack London |
| 4 x 400 meter stafett Detaljer... | USA · George Baird · Fred Alderman · Emerson Spencer · Ray Barbuti | Tyskland · Otto Neumann · Harry Werner Storz · Richard Krebs · Hermann Engelhard | Kanada · James Ball · Stanley Glover · Phil Edwards · Alex Wilson           |
| Längdhopp Detaljer...             | Ed Hamm · USA                                                      | Silvio Cator · Haiti                                                             | Al Bates · USA                                                              |
| Tresteg Detaljer...               | Mikio Oda · Japan                                                  | Levi Casey · USA                                                                 | Vilho Tuulos · Finland                                                      |
| Höjdhopp Detaljer...              | Bob King · USA                                                     | Benjamin Hedges · USA                                                            | Claude Ménard · Frankrike                                                   |
| Stavhopp Detaljer...              | Sabin Carr · USA                                                   | William Droegemuller · USA                                                       | Charles McGinnis · USA                                                      |
| Kulstötning Detaljer...           | John Kuck · USA                                                    | Herman Brix · USA                                                                | Emil Hirschfeld · Tyskland                                                  |
| Diskuskastning Detaljer...        | Bud Houser · USA                                                   | Antero Kivi · Finland                                                            | James Corson · USA                                                          |
| Släggkastning Detaljer...         | Pat O'Callaghan · Irland                                           | Ossian Skiöld · Sverige                                                          | Edmund Black · USA                                                          |
| Spjutkastning Detaljer...         | Erik Lundqvist · Sverige                                           | Béla Szepes · Ungern                                                             | Olav Sunde · Norge                                                          |
| Tiokamp Detaljer...               | Paavo Yrjölä · Finland                                             | Akilles Järvinen · Finland                                                       | Ken Doherty · USA                                                           |

### Damer
| Gren                              | Guld                                                              | Silver                                                               | Brons                                                                |
| 100 meter Detaljer...             | Betty Robinson · USA                                              | Bobbie Rosenfeld · Kanada                                            | Ethel Smith · Kanada                                                 |
| 800 meter Detaljer...             | Lina Radke · Tyskland                                             | Kinue Hitomi · Japan                                                 | Inga Gentzel · Sverige                                               |
| 4 x 100 meter stafett Detaljer... | Kanada · Myrtle Cook · Ethel Smith · Bobbie Rosenfeld · Jane Bell | USA · Jessie Cross · Loretta McNeil · Betty Robinson · Mary Washburn | Tyskland · Anni Holdmann · Leni Junker · Rosa Kellner · Leni Schmidt |
| Höjdhopp Detaljer...              | Ethel Catherwood · Kanada                                         | Lien Gisolf · Nederländerna                                          | Mildred Wiley · USA                                                  |
| Diskuskastning Detaljer...        | Halina Konopacka · Polen                                          | Lillian Copeland · USA                                               | Ruth Svedberg · Sverige                                              |

## Deltagande nationer
Totalt deltog 706 friidrottare från 40 länder vid de olympiska spelen 1928 i Amsterdam.
| - Argentina (7) - Australien (7) - Belgien (32) - Chile (8) - Danmark (10) - Estland (4) - Filippinerna (2) - Finland (35) - Frankrike (50) - Grekland (13) | - Haiti (2) - Indien (7) - Irland (10) - Italien (24) - Japan (16) - Jugoslavien (4) - Kanada (32) - Kuba (1) - Lettland (6) - Litauen (5) | - Luxemburg (4) - Mexiko (11) - Monaco (1) - Nederländerna (50) - Norge (13) - Nya Zeeland (3) - Polen (15) - Portugal (3) - Rumänien (13) - Schweiz (9) | - Spanien (10) - Storbritannien (55) - Sverige (29) - Sydafrika (9) - Tjeckoslovakien (11) - Turkiet (5) - Tyskland (62) - Ungern (26) - USA (98) - Österrike (4) |